# Thomas Gage

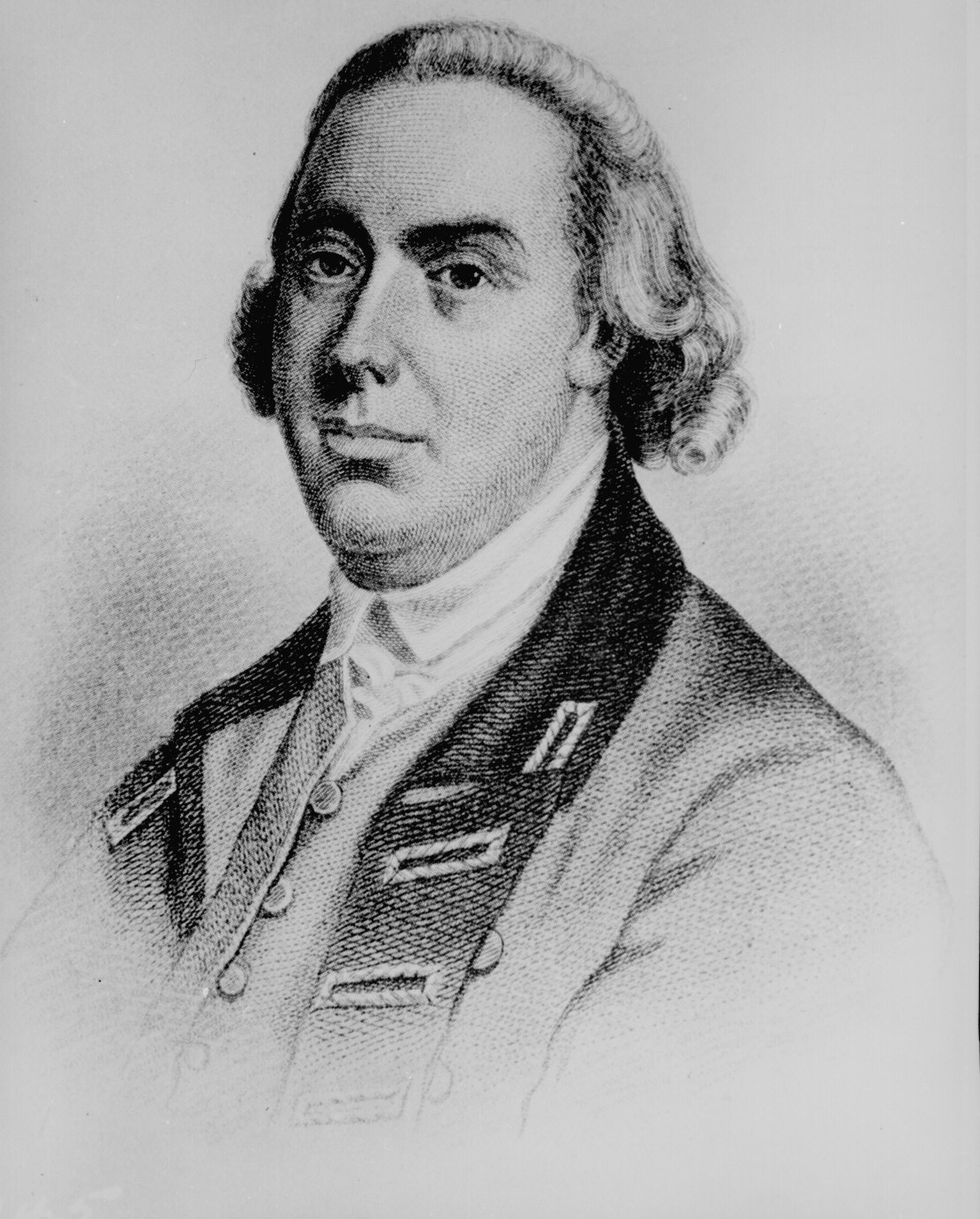
Thomas Gage.

Thomas Gage, född 1719 i Firle, Sussex, död 2 april 1787, var en brittisk general och befälhavare för de brittiska styrkorna i Nordamerika från 1763 till 1775. Han deltog Pontiacs krig och i de tidigare skedena i Amerikanska frihetskriget.